# Xenogenes
Xenogenes là một chi bướm đêm thuộc họ Geometridae.